# Manthes
 Manthes  es una población y comuna francesa, en la región de Ródano-Alpes, departamento de Drôme, en el distrito de Valence y cantón de Le Grand-Serre.

## Demografía
| 498 | 572 | 488 | 502 | 564 | 570 |
| Para los censos de 1962 a 1999 la población legal corresponde a la población sin duplicidades (Fuente: INSEE [Consultar]) |     |     |     |     |     |